# Conferência de Carnunto
A Conferência de Carnunto (em latim: Carnuntum) foi uma conferência militar ocorrida em 11 de novembro de 308 na cidade de Carnunto (atual Petronell-Carnuntum, na Áustria), que à época situava-se na província da Panônia I. Foi convocada pelo imperador sênior do Oriente (augusto) Galério (r. 293–311) como forma de tentar resolver a disputa pelo título de augusto do Ocidente e, por conseguinte, cessar os conflitos em curso desde o ano anterior quando de sua invasão e a anterior de Valério Severo (r. 305–307) à Itália de Magêncio (r. 306–312) e Maximiano (r. 286-308; 310). Nela estiveram presentes Diocleciano (r. 284–305), que estava aposentado desde 305, e Maximiano.
Segundo deliberado neste encontro, Maximiano seria definitivamente removido de sua posição imperial, Licínio (r. 308–324), um antigo general de Galério, foi nomeado como Augusto do Ocidente e deveria lidar com Magêncio, que fora tratado como usurpador, e Constantino, o Grande (r. 306–337) foi demovido de sua posição de Augusto para César. Essas decisões, contudo, não agradaram a maioria dos monarcas, com Constantino questionando sua despromoção e Maximino Daia (r. 305–313) exigindo alguma promoção. Além disso, Maximino não se contentaria com sua despromoção e ainda tentaria uma última conspiração na corte constantiniana na Gália, enquanto Licínio nada faria nos anos seguintes para deter Magêncio.

## Antecedentes

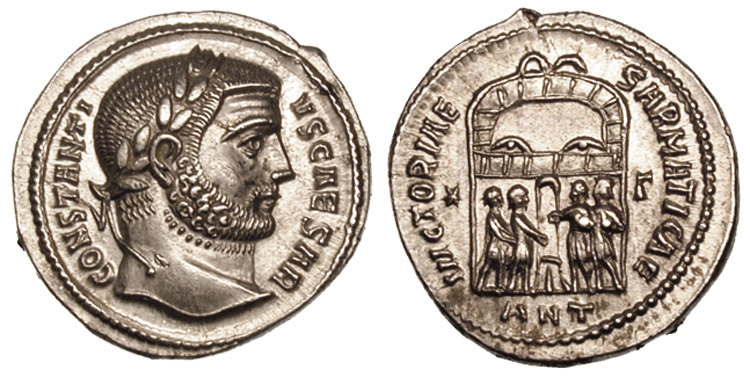
Argênteo de Constâncio Cloro r. emitido em Antioquia ca. 294-295

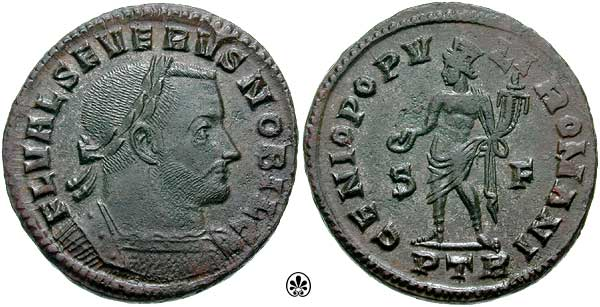
Fólis de Valério Severo r. emitido em Augusta dos Tréveros

Desde 293, o Império Romano está dividido em duas metades, cada qual governada por um Augusto (imperador sênior) e um César (imperador júnior). Em 1 de maio de 305, os augustos Diocleciano (r. 284–305) e Maximiano (r. 285-308; 310) abdicam voluntariamente e seus césares Constâncio Cloro (r. 293–306) e Galério (r. 293–311) foram elevados à posição augustal ocidental e oriental respectivamente, enquanto Valério Severo (r. 305–307) e Maximino Daia (r. 305–313) tornar-se-iam césares do Ocidente e Oriente respectivamente.
Em 306, o augusto do Ocidente Constâncio Cloro (r. 293–306) falece em Eboraco (atual Iorque, Inglaterra) e seus soldados elevam seu filho Constantino, o Grande (r. 306–337) como seu sucessor. O augusto do Oriente Galério (r. 293–311), no entanto, eleva Valério Severo (r. 305–307) à posição de augusto, pois pelas prerrogativas do sistema tetrárquico vigente, sendo ele o césar ocidental, deveria suceder o augusto morto. Após algumas discussões diplomáticas, Galério demoveu Constantino para a posição de césar, o que ele aceitou, permitindo assim que Severo assumisse sua posição.
Magêncio (r. 306–312), filho de Maximiano (r. 285-308; 310), o augusto antecessor de Constâncio Cloro, com inveja da posição de Constantino, declara-se imperador na Itália com o título de príncipe e chama seu pai da aposentadoria para co-governar consigo. Por 307, ambos sofrem invasões de Valério Severo, que é derrotado e morto, e Galério, que decide retirar-se. Em 308, talvez em abril, Maximiano tentou depor seu filho num fracassado plano, forçando-o a fugir para a corte de Constantino na Gália. Ciente da situação no Ocidente, Galério resolve convocar uma conferência e Maximiano depositou suas esperanças de ascensão nela.

## Conferência

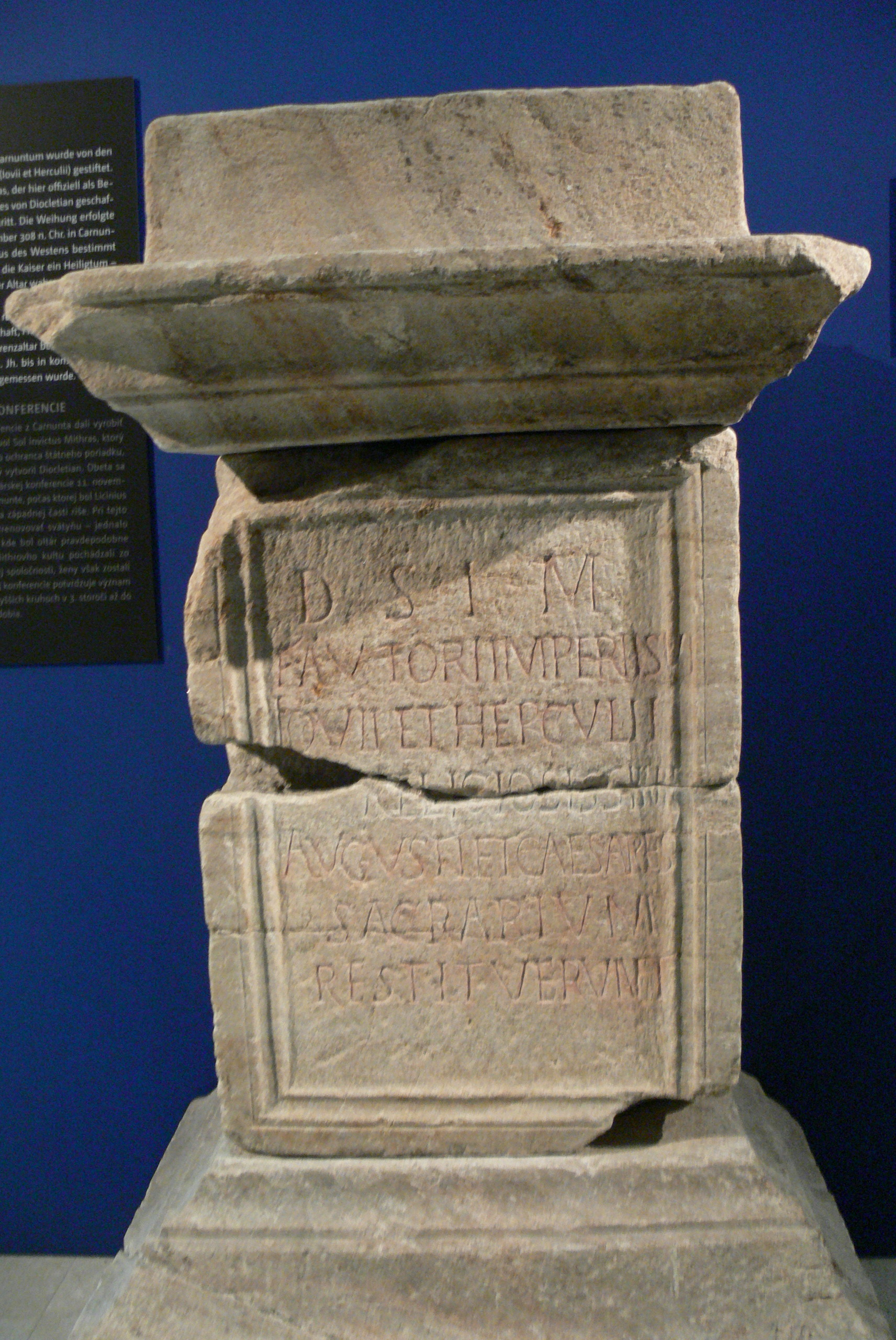
Altar dedicado a Mitra por Galério, Diocleciano e Maximino na conferência em nome de todos os imperadores. Museu de Carnunto

Em 11 de novembro de 308, Galério convocou a Conferência de Carnunto (atual Petronell-Carnuntum, Áustria) para tentar estabilizar a situação nas províncias ocidentais. Na conferência estavam presentes o aposentado imperador Diocleciano, que brevemente retornou à vida pública, Galério e Maximiano. Nela, Maximiano foi forçado a abdicar novamente e Constantino foi demovido para sua antiga posição de César.
Além disso, Licínio, um dos companheiros militares de Galério que estava participando da conferência, foi nomeado Augusto do Ocidente e recebeu as regiões da Trácia, Panônia e Ilíria, bem como a missão de neutralizar Magêncio na Itália. Por fim, os augustos presentes reconstruíram o mitreu de Carnunto e dedicaram-o para os césares ausentes (Constantino e Maximino Daia) e para eles próprios:
| “ | D(eo) S(oli) i(nvicto) M(ithrae) Fautori imperii sui Iovii et Herculii religiosissimi Augusti et Caesares Sacrarium restituerunt | ” |

Para o estudioso A. L. Frothingham, tendo em vista que pelo século IV o culto a Mitra e Sol Invicto estava em alta, não é de se estranhar que tenha sido feita uma dedicatória em nome dos imperadores para estes deuses. Segundo ele, isso poderia ser interpretado como uma entrega simbólica do Estado para estes deuses, que a partir desse momento teriam a missão de tutelá-lo e evitar que voltasse ao caos de outrora.

Augustos
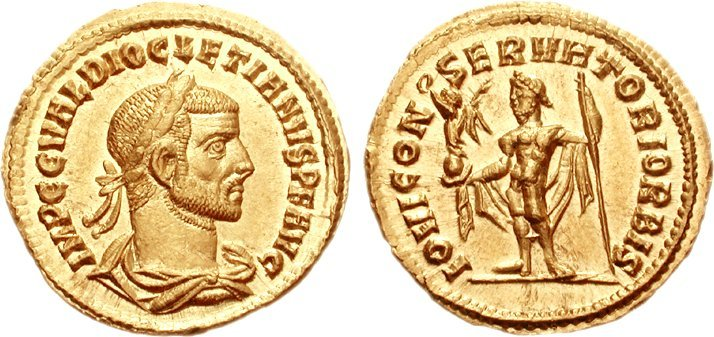
Áureo de Diocleciano (r. 284–305) emitido em Cízico ca. 286-287
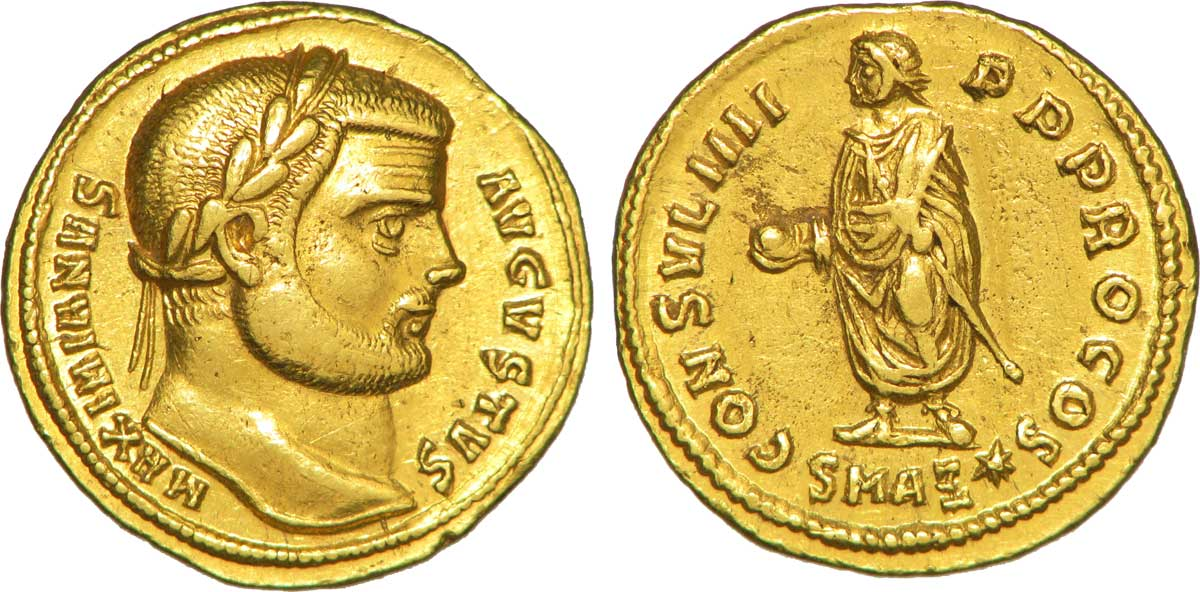
Áureo de Maximiano (r. 285-308; 310) emitido em Antioquia ca. 294-295
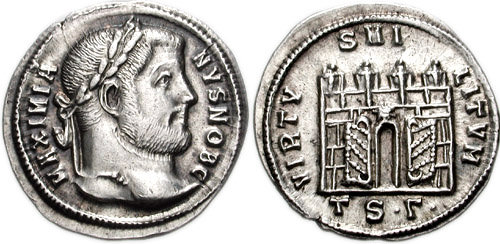
Argento de Galério (r. 293–311) emitido em Salonica ca. 302
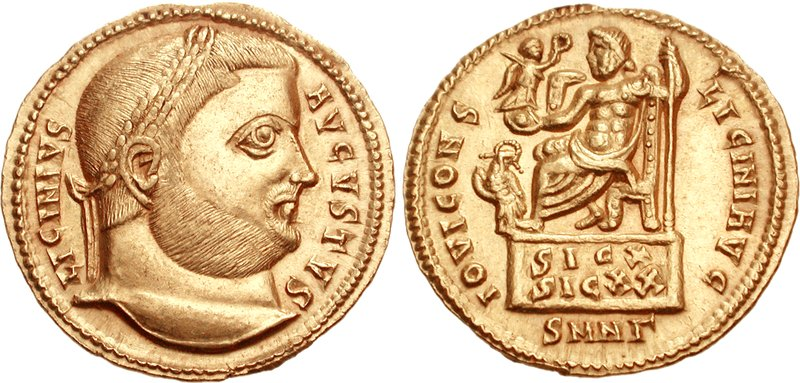
Soldo de Licínio (r. 308–324) emitido na Nicomédia ca. 317-318

Césares
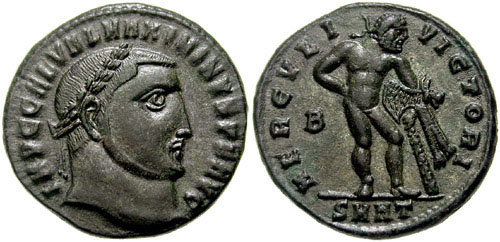
Fólis de Maximino Daia (r. 305–313) emitido em Heracleia Perinto ca. 313
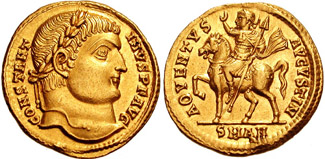
Soldo de Constantino, o Grande (r. 306–337) emitido em Antioquia ca. 324-325

## Consequência

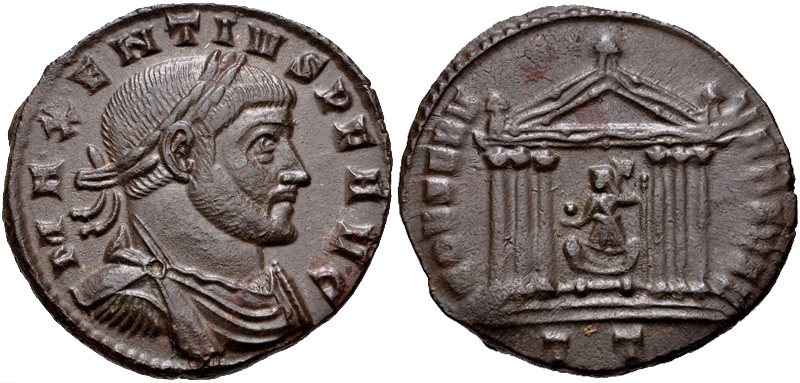
Fólis de Magêncio r. emitido em Ticino ca. 307-308

Esse novo sistema não viria a durar muito: Constantino, o Grande recusou-se a aceitar sua despromoção e continuou a estilizar-se como Augusto em sua cunhagem, mesmo com os demais membros da Tetrarquia referindo-se a ele como César. Licínio, por conseguinte, nada fez para remover o usurpador Magêncio do poder e preferiu lidar com os problemas internos e invasões bárbaras nas províncias a ele conferidas. Maximino Daia, por conseguinte, frustrou-se por ter sido desconsiderado como possível ocupante da posição concedida a Licínio, e exigiu de Galério uma promoção. Galério ofereceria chamar Maximino e Constantino "filhos dos Augustos" (em latim: filii Augustorum), um título recusado por ambos; pela primavera de 310, contudo, ambos eram chamados Augustos por Galério.
Em 310, aproveitando-se da ausência de Constantino, que estava na fronteira do rio Reno lutando contra invasores francos, Maximiano rebelou-se em Arelate (atual Arles, na França) e tentou tomar sua posição. Ele conseguiria pouca adesão à revolta e logo Constantino ficaria ciente do ocorrido. Constantino dirigiu-se imediatamente para o sul da Gália e pode com facilidade sufocar a revolta, capturando-o e encorajando-o ao suicídio.  No ano seguinte, Magêncio, conclamando vingança pela morte de seu pai, declara guerra a Constantino, que responde com uma invasão ao norte da Itália em 312. No mesmo ano, Galério falece e o Império Romano do Oriente é dividido entre Maximino Daia e Licínio que após alguns desentendimentos resolvem assinar a paz por 312 no Bósforo. Ela duraria pouco, com eles declarando guerra um ao outro por 313.